# Emil Keller (Politiker)
Emil Keller (* 2. März 1878 in Zofingen; † 12. März 1965 in Aarau; heimatberechtigt in Hottwil) war ein Schweizer Politiker (FDP). Von 1909 bis 1945 war er Regierungsrat des Kantons Aargau, von 1912 bis 1922 sowie von 1925 bis 1943 auch Nationalrat. Er war der jüngere Bruder des Politikers Gottfried Keller und des Juristen Johann Alfred Keller.

## Biografie
Der Sohn des Lehrers und Redaktors der Aargauer Nachrichten Emanuel Gottlieb Keller absolvierte die Kantonsschule in Aarau. Anschliessend studierte er Recht an den Universitäten München, Berlin und Bern. Nach dem Studienabschluss erwarb er 1902 das Anwaltspatent und arbeitete zunächst drei Jahre lang als Stellvertreter des Staatsschreibers, bevor er 1905 selbst dieses Amt übernahm. Im Militär diente er im Rang eines Majors.
1909 wurde Keller, ohne zuvor ein politisches Amt innegehabt zu haben, in die Kantonsregierung gewählt. Als Regierungsrat stand er zunächst dem Bau- und Landwirtschaftsdepartement vor, ab 1923 dem Finanzdepartement. Er gilt als Initiant der gezielten Nutzung der Wasserkraft; während seiner Amtszeit entstanden im Aargau zahlreiche neue Kraftwerke. Zur Erreichung seiner Ziele in der Elektrizitätspolitik regte er 1914 die Gründung der Nordostschweizerischen Kraftwerke (NOK) an. Zwei Jahre später war er Mitbegründer der Aargauischen Elektrizitätswerke und stand ihnen als Verwaltungsratspräsident vor.
Auch auf nationaler Ebene war Keller politisch aktiv. 1912 wurde er in den Nationalrat gewählt, dem er bis 1922 und wiederum ab 1924 angehörte. Er war Mitglied mehrerer ständiger Kommissionen, unter anderem der Bundesbahnkommission, der Finanzkommission und der Geschäftsprüfungskommission. Von den mehr als 60 nichtständigen Kommissionen, denen er angehörte, präsidierte er deren 15. Auch im Nationalrat galt seine Aufmerksamkeit insbesondere der Finanz- und der Energiepolitik. Von 1941 bis 1943 war er Präsident der FDP-Fraktion, in den Jahren 1942/43 Nationalratspräsident. Die Aargauer FDP präsidierte er von 1930 bis 1942.
1943 verzichtete Keller auf eine weitere Kandidatur als Nationalrat und wollte die Nachfolge seines Bruders Gottfried im Ständerat antreten. Allerdings unterlag er bei den Ständeratswahlen Karl Killer, dem Kandidaten der SP. Als Regierungsrat trat er 1945 zurück und wurde danach Mitglied des Verwaltungsrates des Aargauer Tagblatts (von 1956 bis 1964 Verwaltungsratspräsident); bereits seit 1942 war er Verwaltungsratspräsident der NOK. Von 1921 bis 1964 war er Verwaltungsratspräsident der Schweizerischen Hagel-Versicherungs-Gesellschaft und von 1926 bis 1931 Präsident des Schweizerischen Fischerei-Verbandes. 1963 erhielt er von der Universität Zürich die Ehrendoktorwürde.